# Boveycantharis dimidiatipes
Boveycantharis dimidiatipes là một loài bọ cánh cứng trong họ Cantharidae. Loài này được Reiche miêu tả khoa học năm 1857.